# Peter Øxenberg Hansen
Peter Øxenberg Hansen (født 23. oktober 2005 i Nørreby) er en cykelrytter fra Danmark, der kører for Lotto Kern-Haus PSD Bank.

## Karriere
Øxenberg er født og opvokset ved Nørreby i Nordfyns Kommune. Han begyndte at køre mountainbike hos Næsby Cykelmotion, og skiftede i 2021 til Cykling Odense. Efter to år i Odense, kørte han i 2023 det sidste år som juniorrytter hos Team Vifra Kvickly Odder Junior.
Da han fra starten af 2024 skulle køre sin første sæson i seniorrækkerne, havde Peter Øxenberg lavet en aftale med Team Aalborg-Sparekassen Danmark. Inden han havde nået at køre løb for holdet blev kontrakten i februar annulleret, da kontinentalholdet ColoQuick Cycling manglede en rytter efter Theodor Storms skifte til Ineos Grenadiers. Storms plads blev overtaget af Øxenberg, da han lavede en étårig aftale med ColoQuick. Den 21. marts 2024 kørte Øxenberg op af det spanske bjergpas Coll de Rates i den hurtigste registrerede tid på Strava, da han på en træningstur med ColoQuick kørte de 5,91 kilometer og 325 højdemeter (gns. stigningsprocent på 5,5) på 11 minutter og 44 sekunder. Det var en forbedring af Juan Ayusos rekord med otte sekunder. På samme træningstur kørte holdkammerat Aksel Bech Skot-Hansen 11 sekunder langsommere end Øxenberg. Tidligere har blandt andre Jacob Hindsgaul og Jonas Vingegaard haft rekorden.
Den 29. juni 2024 blev det offentliggjort, at Øxenberg havde skrevet en treårig kontrakt med UCI World Tour-holdet Ineos Grenadiers gældende fra 2025-sæsonen.